# EvoPro Racing
EvoPro Racing was een wielerploeg die een Ierse licentie had. De ploeg bestond van 2019 tot 2022. EvoPro Racing kwam uit in de continentale circuits van de UCI.

## Geschiedenis
In 2019 werd de ploeg opgericht onder leiding van Morgan Fox en PJ Nolan. De ploeg bestond toen uit enkele Ierse jonge renners aangevuld met grotendeeld internationale renners waaronder Eugenio Alafaci, Cyrus Monk, Harry Sweeny, Wouter Wippert, Aaron Gate en Shane Archbold. De ploeg reed onder continentale licentie. Ploegleiders werden Matteo Cigala en John Dam.
Vanaf het seizoen 2021 bestond de ploeg uit grotendeels uit Ieren en Belgen aangevuld met een aantal internationale renners. Ook in hun laatste seizoenen kende de ploeg een grote Iers-Belgische inbreng zowel in de staf als in het rennersbestand.

## Ploegnamen
| Jaar      | Naam          | UCI-code |
| --------- | ------------- | -------- |
| 2019-2022 | EvoPro Racing | EVO      |

## Ploegleiding
| Voormalig John Dam (2019) Maria Fox (2019) Frank Campbell (2019-2020) Matteo Cigala (2019-2020) Tim Barry (2019-2020) Tim Meeusen (2021) | John Nolan (2020-2022) Patrick Nolan (2020-2022) Morgan Fox (2019-2022) Rik Van den Berghe (2022) Sven Batteau (2022) Xavier Depecker (2022) |

## Renners
| 2019 Eugenio Alafaci (2019) Shane Archbold (2019) Mark Downey (2019) Daire Feeley (2019, 2022) Aaron Gate (2019) Aaron Kearney (2019-2020) Peter Koning (2019-2020) Seid Lizde (2019) Cormac McGeough (2019) Dominic Mestre (2019) Cyrus Monk (2019-2021) Luke Mudgway (2019) Albert Muela (2019) Darragh O'Mahony (2019, stagair) Harry Sweeny (2019) Matthew Teggart (2019) Daniel Whitehouse (2019-2020) Wouter Wippert (2019-2020) Eugert Zhupa (2019) | 2020 Aaron Kearney (2019-2020) Peter Koning (2019-2020) Cyrus Monk (2019-2021) Daniel Whitehouse (2019-2020) Wouter Wippert (2019-2020) Jonny Brown (2020-2021) Peter Cevini (2020) Jeroen Eyskens (2020-2021) Rudy Fiefvez (2020) Bernat Font (2020-2021) Oskar Nisu (2020-2021) Seán Nolan (2020-2022) Vitor Zucco Schizzi (2020-2021) Ben Walsh (2020-2021) | 2021 Cyrus Monk (2019-2021) Jonny Brown (2020-2021) Jeroen Eyskens (2020-2021) Bernat Font (2020-2021) Oskar Nisu (2020-2021) Seán Nolan (2020-2022) Vitor Zucco Schizzi (2020-2021) Ben Walsh (2020-2021) Thomas Acosta (2021, stagair) Dillon Corkery (2021) Dylan Guinet (2021-2022) Conn McDunphy (2021-2022) Michael O'Loughlin (2021) Brendan Rhim (2021) Fintan Ryan (2021-2022) Stijn Siemons (2021, stagair) Michael Van Staeyen (2021-2022) Maarten Verheyen (2021-2022) | 2022 Daire Feeley (2019, 2022) Seán Nolan (2020-2022) Dylan Guinet (2021-2022) Conn McDunphy (2021-2022) Fintan Ryan (2021-2022) Michael Van Staeyen (2021-2022) Maarten Verheyen (2021-2022) Bryan Boussaer (2022) Rhys Britton (2022) Liam Curley (2022) Eamon Lucas (2022) Cian Keogh (2022) Cesar Macias (2022) Mitchell McLaughlin (2022) Tom Moriarty (2022) JB Murphy (2022) Nathan Székely (2022) Aaron Wade (2022) |